# Parijs-Tours 1922
De zeventiende editie van Parijs-Tours  werd verreden op zondag 30 april 1922. De wedstrijd had een lengte van 342 kilometer, startte in Parijs en eindigde in Tours. 
De Fransman Henri Pélissier won de wedstrijd en volgde zo zijn broer Francis op de erelijst.
In totaal werden er dertien renners als vierde in de uitslag op genomen: Arsène Alancourt, Théophile Beeckman, Jean Brunier, Eugène Christophe, Georges Detreille, Robert Gerbaud, Marcel Huot, Charles Lacquehay, Fernand Moulet, Jean Rossius, Félix Sellier, Hector Tiberghien en Joseph Van Daele. Deze dertien renners eindigden op 30 seconden van de winnaar.

## Uitslag
| Plaats  | Naam             | Ploeg                          | Tijd      |
| ------- | ---------------- | ------------------------------ | --------- |
| Winnaar | Henri Pélissier  | Automoto-Wolber-Russell Cycles | 11u32'00" |
| 2       | Heiri Suter      | Gurtner                        | z.t.      |
| 3       | Robert Jacquinot | Peugeot-Wolber                 | z.t.      |
| 4       | dertien renners  |                                | + 30"     |

1896 · 
1897 · 
1898 · 
1899 · 
1900 · 
1901 · 
1902 · 
1903 · 
1904 · 
1905 · 
1906 · 
1907 · 
1908 · 
1909 · 
1910 · 
1911 · 
1912 · 
1913 · 
1914 · 
1915 · 
1916 · 
1917 · 
1918 · 
1919 · 
1920 · 
1921 · 
1922 · 
1923 · 
1924 · 
1925 · 
1926 · 
1927 · 
1928 · 
1929 · 
1930 · 
1931 · 
1932 · 
1933 · 
1934 · 
1935 · 
1936 · 
1937 · 
1938 · 
1939 · 
1940 · 
1941 · 
1942 · 
1943 · 
1944 · 
1945 · 
1946 · 
1947 · 
1948 · 
1949 · 
1950 · 
1951 · 
1952 · 
1953 · 
1954 · 
1955 · 
1956 · 
1957 · 
1958 · 
1959 · 
1960 · 
1961 · 
1962 · 
1963 · 
1964 · 
1965 · 
1966 · 
1967 · 
1968 · 
1969 · 
1970 · 
1971 · 
1972 · 
1973 · 
1974 · 
1975 · 
1976 · 
1977 · 
1978 · 
1979 · 
1980 · 
1981 · 
1982 · 
1983 · 
1984 · 
1985 · 
1986 · 
1987 · 
1988 · 
1989 · 
1990 · 
1991 · 
1992 · 
1993 · 
1994 · 
1995 · 
1996 · 
1997 · 
1998 · 
1999 · 
2000 · 
2001 · 
2002 · 
2003 · 
2004 · 
2005 · 
2006 · 
2007 · 
2008 · 
2009 · 
2010 · 
2011 · 
2012 · 
2013 · 
2014 · 
2015 · 
2016 · 
2017 · 
2018 · 
2019 ·
2020 ·
2021 ·
2022 ·
2023 ·
2024 ·
2025